# Polycentropus tenerifensis
Polycentropus tenerifensis är en nattsländeart som beskrevs av Malicky 1999. Polycentropus tenerifensis ingår i släktet Polycentropus och familjen fångstnätnattsländor. Inga underarter finns listade i Catalogue of Life.